# Coroa de Portugal
A Coroa Real de Portugal foi o símbolo do poder dos Reis Portugueses até o fim da Monarquia Portuguesa, com a Implantação da República, em 1910.

## História

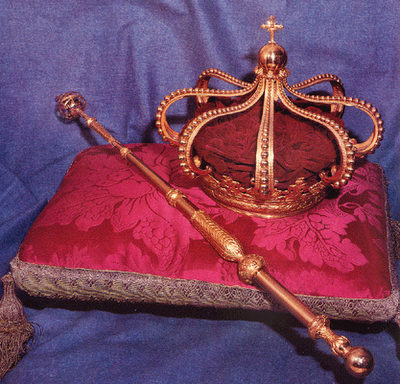
A Coroa e Cetro utilizados por Dom João VI.

Até D. Sebastião, a coroa foi um simples aro de ouro, com florões; era a simples coroa de "duque" oriunda da primeira dinastia (Borgonha). A partir de D. Sebastião a coroa fecha-se com dois aros, transformando-se progressivamente numa coroa imperial que reflete as ambições do rei "Desejado".
Apesar de se conhecer, por descrições e iconografia, algo sobre as coroas anteriores a D. João IV, nenhuma delas chegou aos nossos dias. A interrupção da soberania nacional que representou a dinastia filipina, dando características próprias a um absolutismo português que sofreu oitenta anos de interregno, também dificultou a conservação dos símbolos reais especificamente portugueses.
A coroa que nos chegou até hoje foi mandada fazer no Brasil aquando da subida ao trono do Rei D. João VI. O guarda-joias da Coroa - Visconde de Vila Nova da Rainha - pagou ao ourives António Gomes da Silva as peças necessárias encomendadas para a cerimónia de aclamação real. Esteve presente nas cerimónias de juramento dos reis posteriores, surgindo em alguma iconografia de D. Maria II, D. Pedro V e D. Luís I. O facto de em iconografia dos últimos reis brigantinos surgirem outras coroas poderá ser atribuído à falta de fidelidade do pintor, preocupado em fazer ressaltar na coroa a simbologia real.

## Aclamação
A coroa tem uma característica ímpar em relação a outras Coroas europeias. De 1640-1910 não houve nenhuma coroação dos Monarcas Portugueses. Ela foi substituída pela cerimónia chamada Aclamação, onde o Soberano recebia, junto com a Coroa, as Regalias do Reino. Entretanto a Coroa ficava pousada ao seu lado (não na cabeça).
Esta tradição foi iniciada com a Restauração da Independência Portuguesa, em 1 de Dezembro de 1640, onde o rei D. João IV de Portugal depositou sua Coroa aos pés da imagem de Nossa Senhora da Conceição, em Vila Viçosa, e assim chamou-a de «a verdadeira Rainha de Portugal». O rei D. João IV justificou assim sua decisão: «fez me Deus mercê por sua intercessão, que tomasse posse da Coroa e Ceptro para reinar estes meus livres reinos do pesado cativeiro de Castela» 

## Características
A Coroa Portuguesa que foi usada pelos Monarcas é composta por oito arcos fechados que terminam em folhas de acanto, as quais seguram uma esfera encimada por uma cruz latina com radiantes. Os arcos, de largura decrescente, são decorados por perlado maciço e ladeados de frisos de folhas de louro. A base apresenta um friso de losangos intercalado com flores, uma barra de folhas de louro sobreposta por entrelaços e um friso de volutas e flores-de-lís. O remate de onde partem os arcos, é recortado em composição de motivos florais e volutas com elaborado trabalho de cinzel. O interior é preenchido por forro de veludo vermelho.
Sendo uma coroa real representada heraldicamente com pérolas nos aros e pedras preciosas na base, a única coroa real que hoje possuímos é constituída exclusivamente por ouro. Foi feita no Rio de Janeiro, Brasil, em 1817, para a Aclamação de D. João VI de Portugal tendo sido criada na oficina de Dom António Gomes da Silva. Emitido no Rio de Janeiro, a 3 de Junho de 1817, o recibo relativo às peças encomendadas para a aclamação dá-nos a informação do peso de ouro usado na execução da coroa, do ceptro e duma floreta - 13 marcos, 12 onças e 9 oitavas - e do custo do seu feitio - 2: 720$000 réis. 

## Galeria

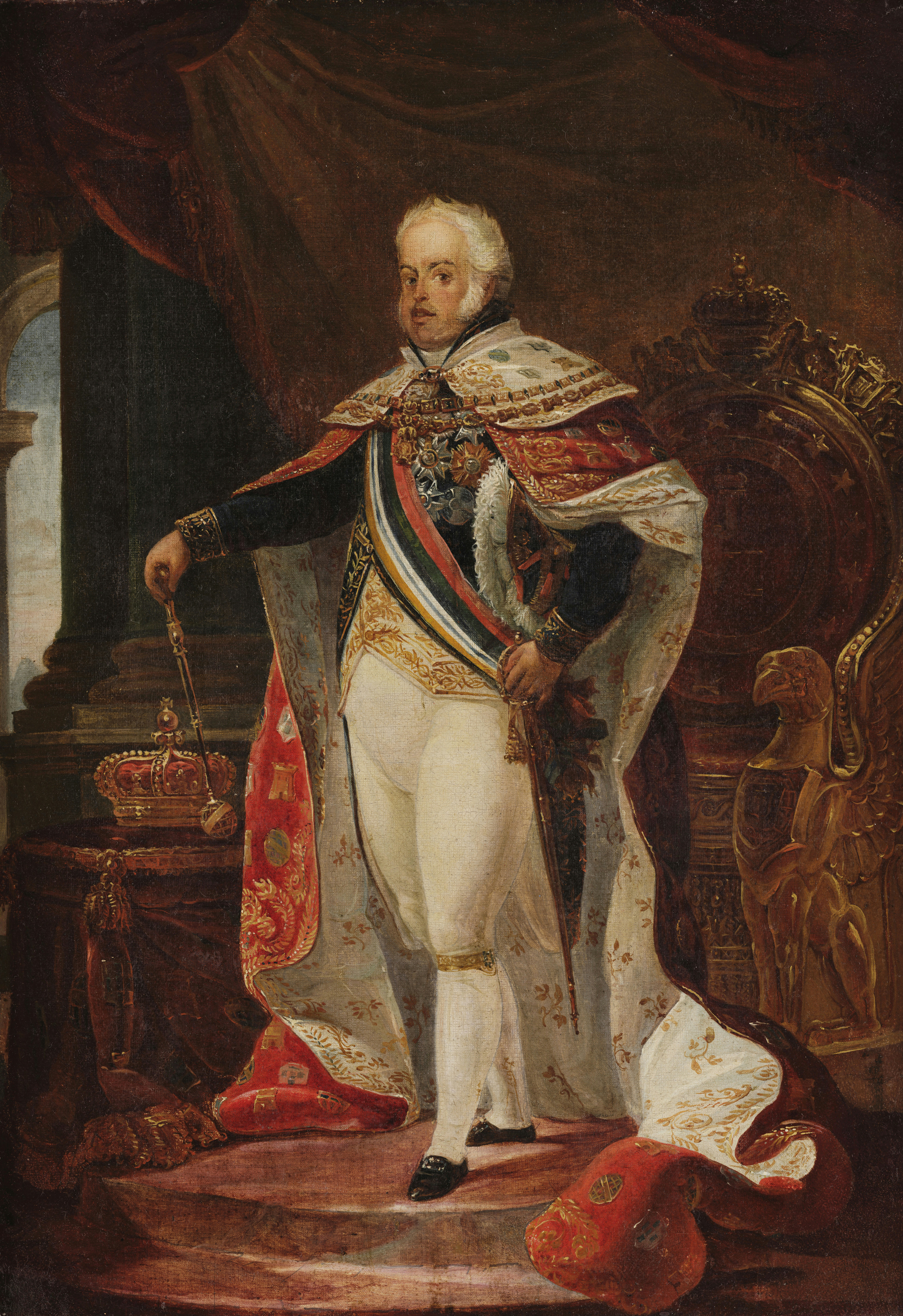
João VI 1816-1826
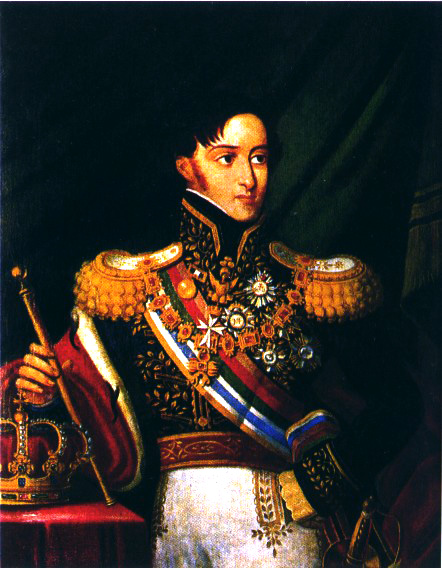
Miguel I 1828-1834
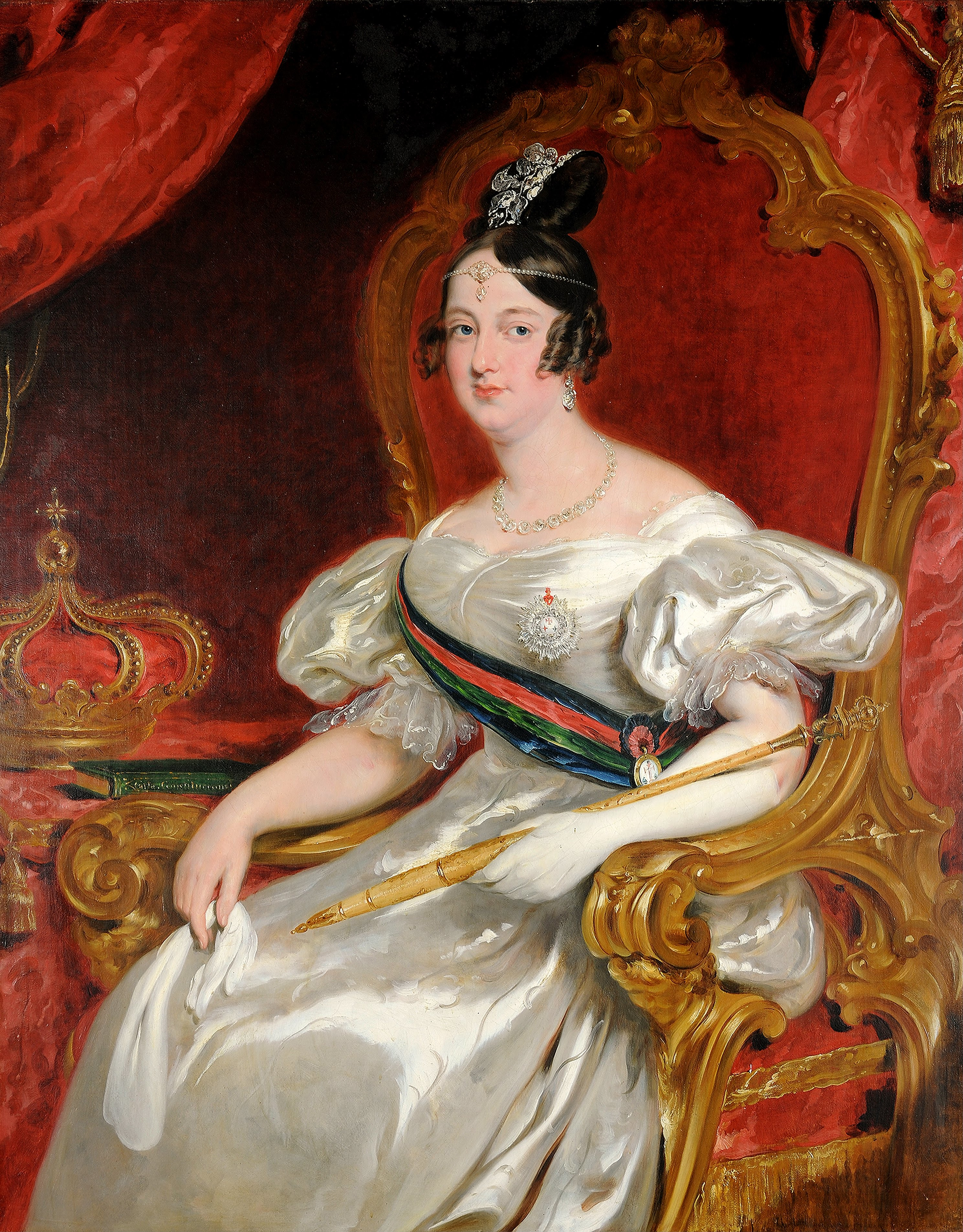
Maria II 1826-1828 & 1834-1853
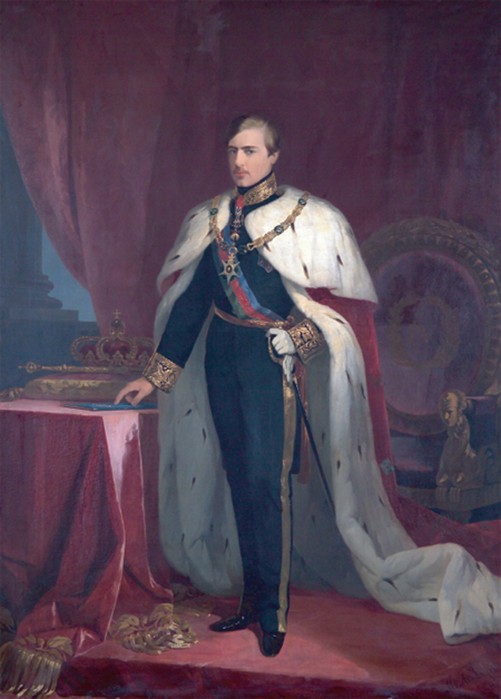
Pedro V 1853-1861
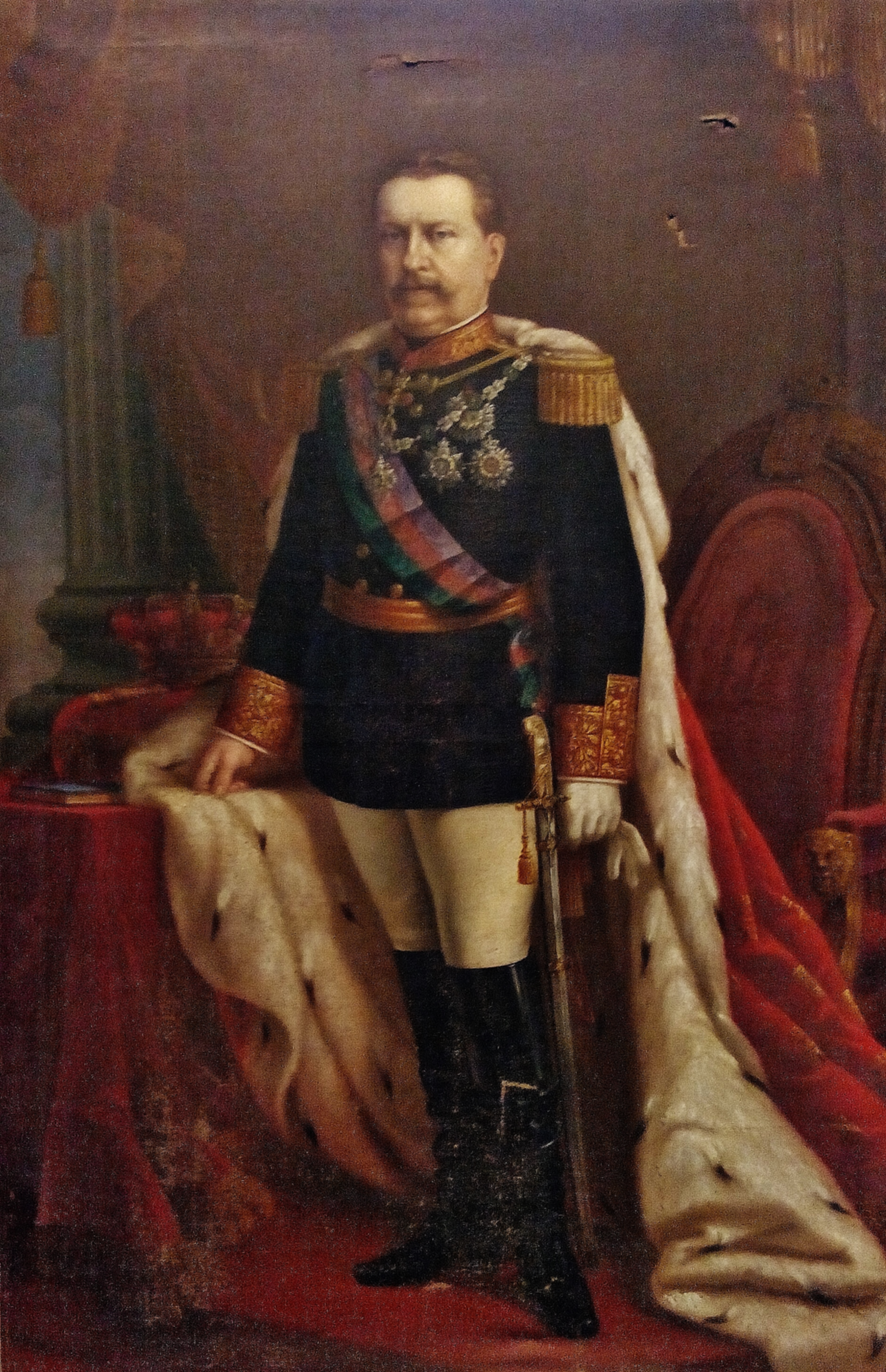
Luís I 1861-1889
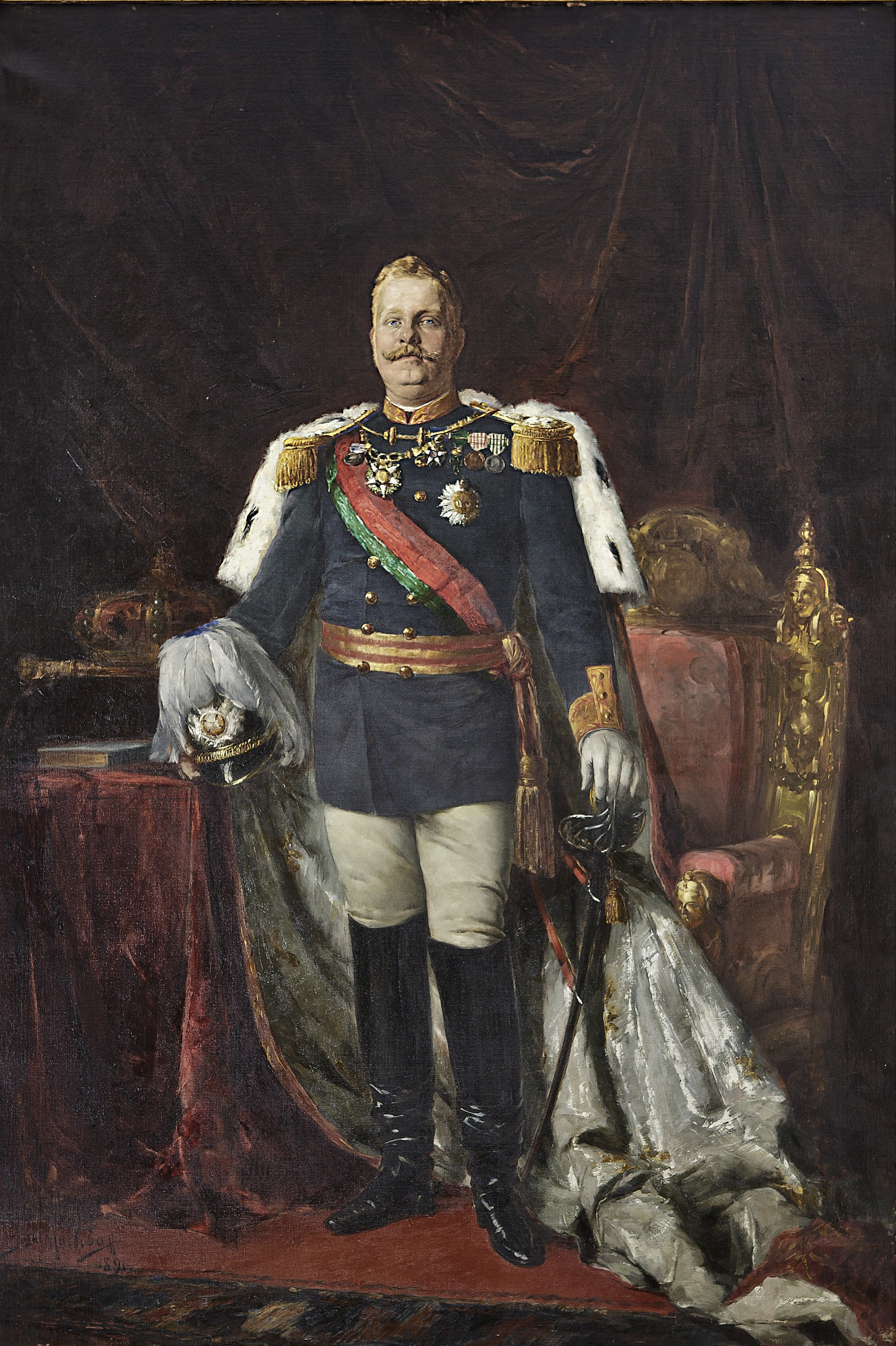
Carlos I 1889-1908
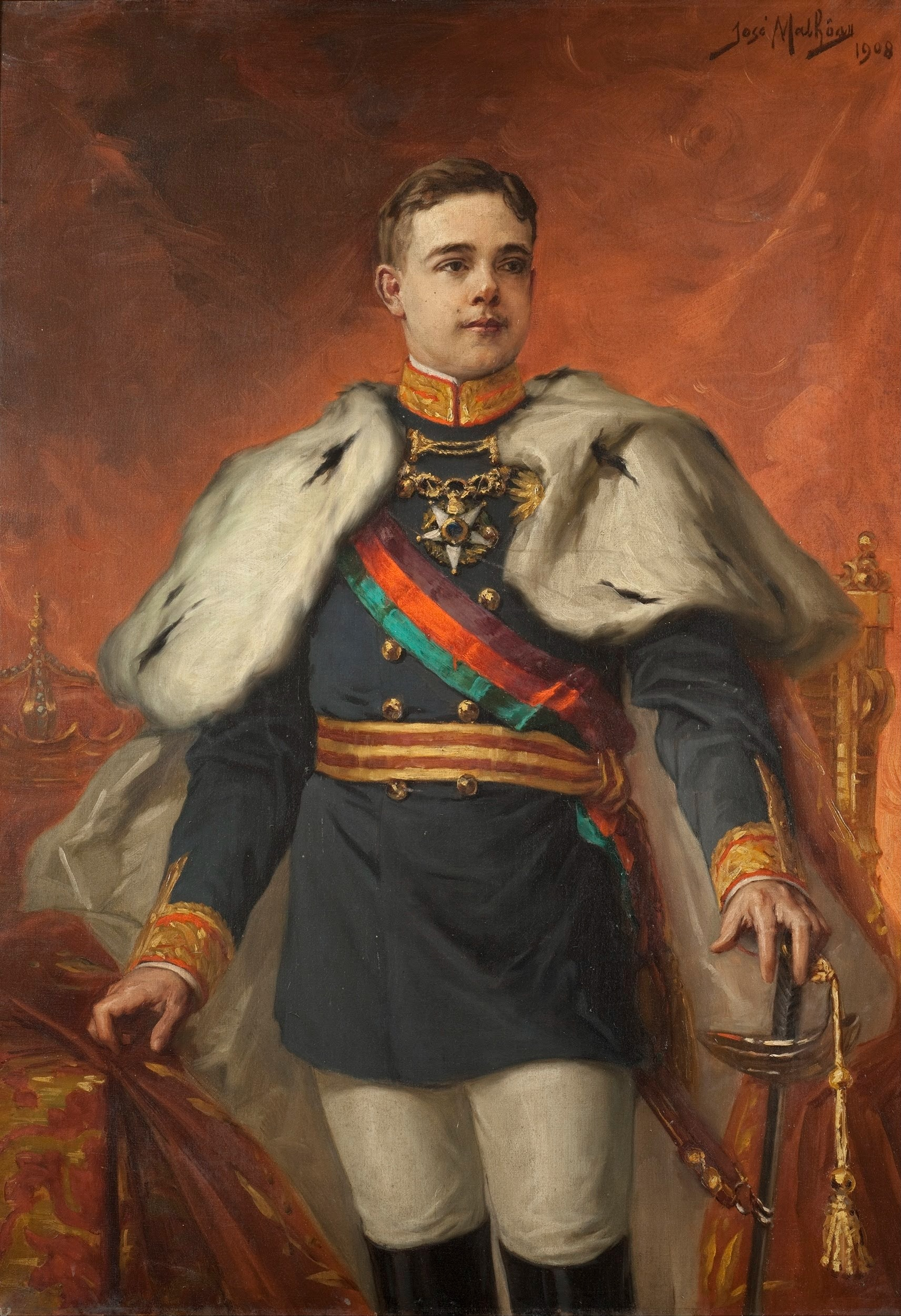
Manuel II 1908-1910